# Santel’s SC
Santel’s Sporting Club – nieistniejący już belizeński klub piłkarski z siedzibą w mieście Santa Elena, w dystrykcie Cayo. Funkcjonował w latach 2006–2008. Domowe mecze rozgrywał w sąsiadującym mieście San Ignacio, na obiekcie Norman Broaster Stadium.

## Historia
Klub został założony w 2006 roku. Jego nazwa pochodzi od pierwszych liter nazwy miasta Santa Elena. W sezonie 2006/2007 zespół wystąpił w rozgrywkach pucharu Belize o nazwie FFB Cup Knock-Out Tournament. Następnie przystąpił do najwyższej klasy rozgrywkowej, w której występował bez większych osiągnięć w latach 2007–2008. Następnie wycofał się z ligi i zakończył swoją działalność.
Klub występował w błękitno-czerwonych barwach.

## Trenerzy
- Nayo Waight (2006–2007)[4][5]